# Bansko
Bansko é um município da Bulgária localizado na província de Blagoevgrad.
Possui 13 088 habitantes (1/2/2011).

## População
Evolução da população da cidade de Bansko, sede do município:
| Bansko | Bansko | Bansko | Bansko | Bansko | Bansko | Bansko | Bansko | Bansko | Bansko | Bansko | Bansko | Bansko | Bansko | Bansko | Bansko | Bansko | Bansko | Bansko | Bansko |
| --- | ------ | ------ | ------ | ------ | ------ | ------ | ------ | ------ | ------ | ------ | ------ | ------ | ------ | ------ | ------ | ------ | ------ | ------ | ------ |
| Ano | 1887   | 1910   | 1934   | 1946   | 1956   | 1965   | 1975   | 1985   | 1992   | 2001   | 2002   | 2003   | 2004   | 2005   | 2006   | 2007   | 2008   | 2009   | 2010   |
| População |        |        |        | 6 161  | 6 805  | 7 851  | 10 015 | 9 978  | 9 385  | 9 321  | 9 204  | 9 054  | 9 000  | 8 911  | 8 841  | 8 645  | 8 748  | 8 636  | 8 632  |
| Fontes: Instituto Nacional de Estatísticas, „citypopulation.de“, „pop-stat.mashke.org“, Bulgarian Academy of Sciences |        |        |        |        |        |        |        |        |        |        |        |        |        |        |        |        |        |        |        |